# Línea 511 (Mar del Plata)
La Línea 511 es una línea de colectivos de Mar del Plata, es perteneciente a la Peralta Ramos S.A.C.I.

## Recorrido
Haciendo Click Aquí podrán visualizarse los distintos recorridos de la Línea 511

### Terminal Puerto

#### Ida
Av. Pedro Luro - Portugal - Rivadavia - República Árabe Siria - Moreno - Leguizamón Onésimo - Av. Pedro Luro - Av. Patricio Peralta Ramos - Buenos Aires - Alberti - Alsina - Almafuerte - Leandro N. Alem - Av. Juan B. Justo - Bermejo - Magallanes - Diagonal San Gabriel - Av. de los Pescadores - Marlín - Mariluz 2.

#### Vuelta
Av. Dorrego - Av. de los Pescadores - 12 de Octubre - Acha - Av. Juan B. Justo - Leandro N. Alem - Formosa - Sarmiento - Av. Patricio Peralta Ramos - Diagonal Alberdi Sur - Av. Pedro Luro - Guillermo Bayley - 25 de Mayo - Leguizamón Onésimo - Moreno - República Árabe Siria - Rivadavia - Portugal - Av. Pedro Luro - A. Amaya - 25 de Mayo - Carrillo.

### Ida
Av. Pedro Luro - Portugal - Rivadavia - República Árabe Siria - Moreno - Leguizamón Onésimo - Av. Pedro Luro - Av. Patricio Peralta Ramos - Buenos Aires - Alberti - Alsina - Almafuerte - Leandro N. Alem - Av. Juan B. Justo - Bermejo - Magallanes - Diagonal San Gabriel - Av. De Los Pescadores - Av. Dorrego - Av. De Los Trabajadores.

#### Vuelta
Av. De Los Trabajadores - Av. Dorrego - Av. Prefectura Naval Argentina - Mariluz 2 - Av. Dorrego - Av. de los Pescadores - 12 de Octubre - Acha - Av. Juan B. Justo - Leandro N. Alem - Formosa - Sarmiento - Av. Patricio Peralta Ramos - Diagonal Alberdi Sur - Av. Pedro Luro - Guillermo Bayley - 25 de Mayo - Leguizamón Onésimo - Moreno - República Árabe Siria - Rivadavia - Portugal - Av. Pedro Luro - A. Amaya - 25 de Mayo - Carrillo.

### Chapadmalal - Las Brusquitas

#### Ida
Av. Pedro Luro - Portugal - Rivadavia - República Árabe Siria - Moreno - Leguizamón Onésimo - Av. Pedro Luro - Av. Patricio Peralta Ramos - Buenos Aires - Alberti - Alsina - Almafuerte - Leandro N. Alem - Av. Juan B. Justo - Bermejo - Magallanes - Diagonal San Gabriel - Av. De Los Pescadores - Av. Dorrego - Av. De Los Trabajadores - Diagonal Estados Unidos Norte - Santa María de Oro - Toscana - Ruta Provincial Número 11 - Calle 105.

#### Vuelta
Calle 105 - Ruta Provincial Número 11 - Calle 445 - Calle 6 - Cabo Corrientes - Calle 2 Bis - Santa María de Oro - Diagonal Estados Unidos Norte - Av. De Los Trabajadores - Av. Dorrego - Av. Prefectura Naval Argentina - Mariluz 2 - Av. Dorrego - Av. de los Pescadores - 12 de Octubre - Acha - Av. Juan B. Justo - Leandro N. Alem - Formosa - Sarmiento - Av. Patricio Peralta Ramos - Diagonal Alberdi Sur - Av. Pedro Luro - Guillermo Bayley - 25 de Mayo - Leguizamón Onésimo - Moreno - República Árabe Siria - Rivadavia - Portugal - Av. Pedro Luro - A. Amaya - 25 de Mayo - Carrillo.

### Punta Mogotes - Alem - Alfar

#### Ida
Av. Pedro Luro - Portugal - Rivadavia - República Árabe Siria - Moreno - Leguizamón Onésimo - Av. Pedro Luro - Av. Patricio Peralta Ramos - Buenos Aires - Alberti - Alsina - Almafuerte - Leandro N. Alem - Av. Juan B. Justo - Bermejo - Magallanes - Diagonal San Gabriel - Av. De Los Pescadores - Av. Dorrego - Av. De Los Trabajadores - Diagonal Estados Unidos Norte - Santa María de Oro - Toscana - Coronel de Marina David Jewett - Diagonal Centro.

#### Vuelta
Toscana - Santa María de Oro - Diagonal Estados Unidos Norte - Av. De Los Trabajadores - Av. Dorrego - Av. Prefectura Naval Argentina - Mariluz 2 - Av. Dorrego - Av. de los Pescadores - 12 de Octubre - Acha - Av. Juan B. Justo - Leandro N. Alem - Formosa - Sarmiento - Av. Patricio Peralta Ramos - Diagonal Alberdi Sur - Av. Pedro Luro - Guillermo Bayley - 25 de Mayo - Leguizamón Onésimo - Moreno - República Árabe Siria - Rivadavia - Portugal - Av. Pedro Luro - A. Amaya - 25 de Mayo - Carrillo.

### 511G Acantilados X Edison

#### Ida
Av. Pedro Luro - Portugal - Rivadavia - República Árabe Siria - Moreno - Leguizamón Onésimo - Av. Pedro Luro - Av. Patricio Peralta Ramos - Buenos Aires - Alberti - Alsina - Almafuerte - Leandro N. Alem - Av. Edison - Av. Jorge Newbery - Calle 493.

#### Vuelta
Calle 493 - Av. Jorse Newbery - Av Edison - Magallanes - Figueroa Alcorta - 12 de Octubre - Acha - Av. Juan B. Justo - Leandro N. Alem - Formosa - Sarmiento - Av. Patricio Peralta Ramos - Diagonal Alberdi Sur - Av. Pedro Luro - Guillermo Bayley - 25 de Mayo - Leguizamón Onésimo - Moreno - República Árabe Siria - Rivadavia - Portugal - Av. Pedro Luro - A. Amaya - 25 de Mayo - Carrillo.

### Rondín - Alem-Serena-Acantilados
El ramal "Alem-Serena-Acantilados" funciona, en los meses de enero y febrero, con un rondín que realiza el recorrido desde el hotel Alfar hasta Acantilados, combinando sin doble pago con el coche procedente del centro de la ciudad. El cambio de unidad se realiza en el mencionado hotel, manteniendo el recorrido original.

#### Ida
Av. Pedro Luro - Portugal - Rivadavia - República Árabe Siria - Moreno - Leguizamón Onésimo - Av. Pedro Luro - Av. Patricio Peralta Ramos - Buenos Aires - Alberti - Alsina - Almafuerte - Leandro N. Alem - Av. Juan B. Justo - Bermejo - Magallanes - Diagonal San Gabriel - Av. De Los Pescadores - Av. Dorrego - Av. De Los Trabajadores - Diagonal Estados Unidos Norte - Medrano - Toscana - Santa María de Oro - Calle 2 Bis - Cabo Corrientes - Calle 6 - Calle 461 - Calle 8 - Calle 493 - 

#### Vuelta
Calle 49 - Calle 8 - Calle 461 - Calle 6 - Cabo Corrientes - Calle 2 Bis - Santa María de Oro - Toscana - Medrano - Diagonal Estados Unidos Norte - Av. De Los Trabajadores - Av. Dorrego - Av. Prefectura Naval Argentina - Mariluz 2 - Av. Dorrego - Av. de los Pescadores - 12 de Octubre - Acha - Av. Juan B. Justo - Leandro N. Alem - Formosa - Sarmiento - Av. Patricio Peralta Ramos - Diagonal Alberdi Sur - Av. Pedro Luro - Guillermo Bayley - 25 de Mayo - Leguizamón Onésimo - Moreno - República Árabe Siria - Rivadavia - Portugal - Av. Pedro Luro - A. Amaya - 25 de Mayo - Carrillo.